# Paiguaçú
Paiguaçú (Paiguassu), jedno od starih Guaraní plemena koji su živjeli u južnom Brazilu na području države Mato Grosso na rijeci Curupaynã. Njihovi potomci zajedno s plemenima Avahuguái, Yvytyigua ili Ivytyguá, Catanduva i još nekima danas su poznati pod kolektivnim imenom Caingua ili Cayua.